# Pipinidák
A Pipinidák, Arnulfingok frank nemesi család tagjai voltak, akik a frank királyság majordomus címét viselték és a késői Meroving-korszakban Neustria és Austrasia királyságok de facto uralkodói voltak.
A dinasztia megalapítójának Metz egykori püspökét, Szent Arnulfot tartják, aki a 7. század elején élt és nagy hatalommal rendelkezett a Meroving-királyságban.
Arnulf fia, Ansegisel vette feleségül Szent Beggát, aki Landeni Pipin lánya volt. Fiuk, Herstali Pipin volt. A dinasztia két ágát a középső Pipin két nagyapjáról nevezték el.
A majordomusi címet Austrasia királyságában Ansegisel szerezte meg és Heristali Pipin örökölte. Pipin meghódította Neustria királyságát a 687-ben vívott tertry-i csata során és kiterjesztette a Pipinidák uralmát az összes frank területre.
Pipin halála után házasságon kívül született fia, Martell Károly örökölte címet, akiről aztán a dinasztia többi tagját nevezték Karolingoknak.